# ダイハツ・ムーヴキャンバス

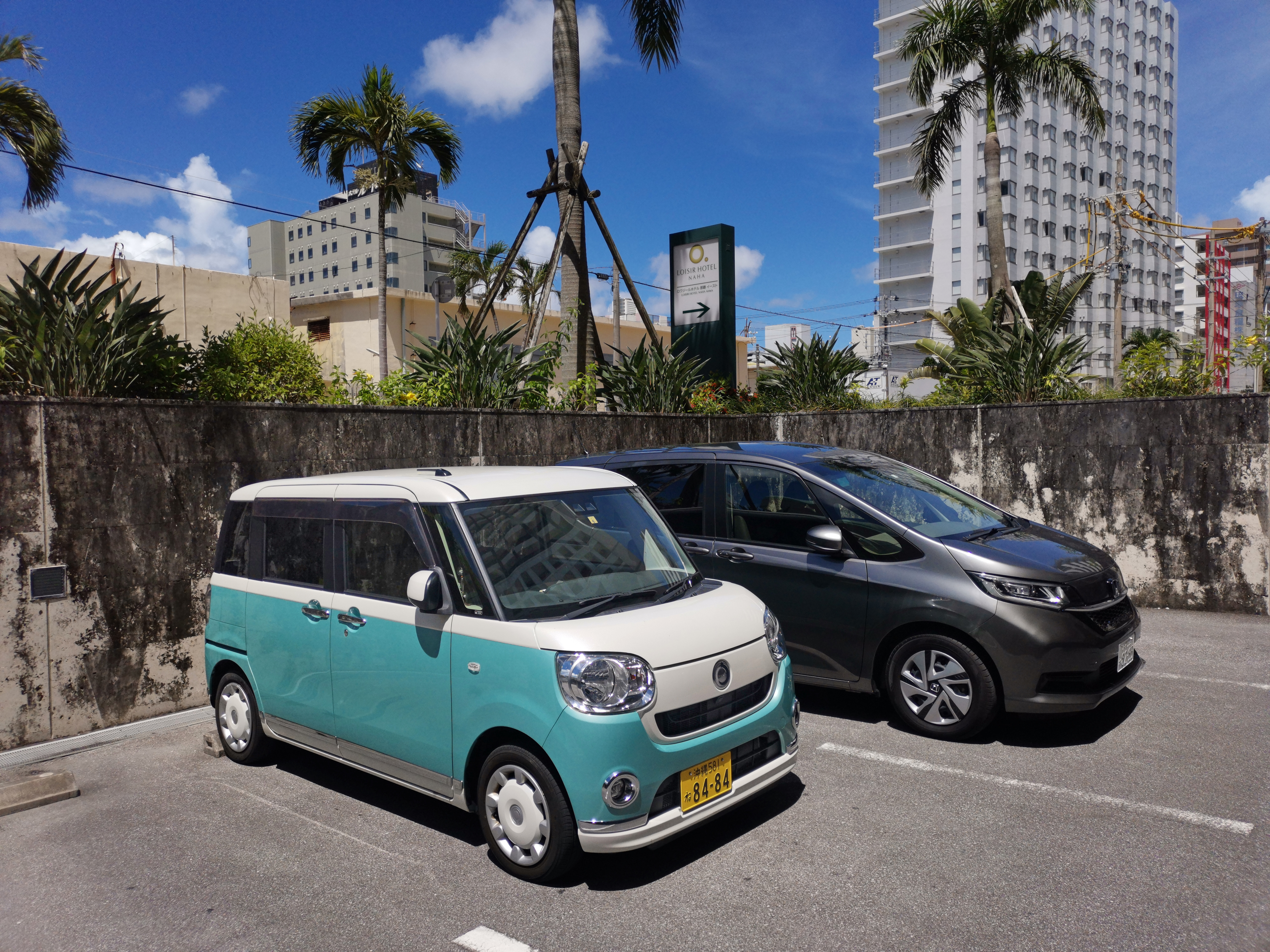
ムーヴ キャンバス（初代）

ムーヴ キャンバス（MOVE canbus）は、ダイハツ工業が日本国内で製造・販売する軽自動車である。

## 概要
「近年の女性の行動特性」に着目し、軽自動車の市場構成の中で多くを占める女性ユーザーの中で、普段の暮らしに少しの変化を与えることで、自身のライフスタイルを楽しむ若年女性を対象に企画された。同時に、近年では親との同居世帯の増加に伴い、世帯内で自家用車を共有する傾向が増えているといった使用実態にも視野を向け、当車種の中核となる若年女性層のみならず、幅広い世代で使いやすく、デザイン性と機能性を両立した軽トールワゴンとして、ライフスタイルを楽しむ女性ユーザーに寄り添う新型車として開発した。

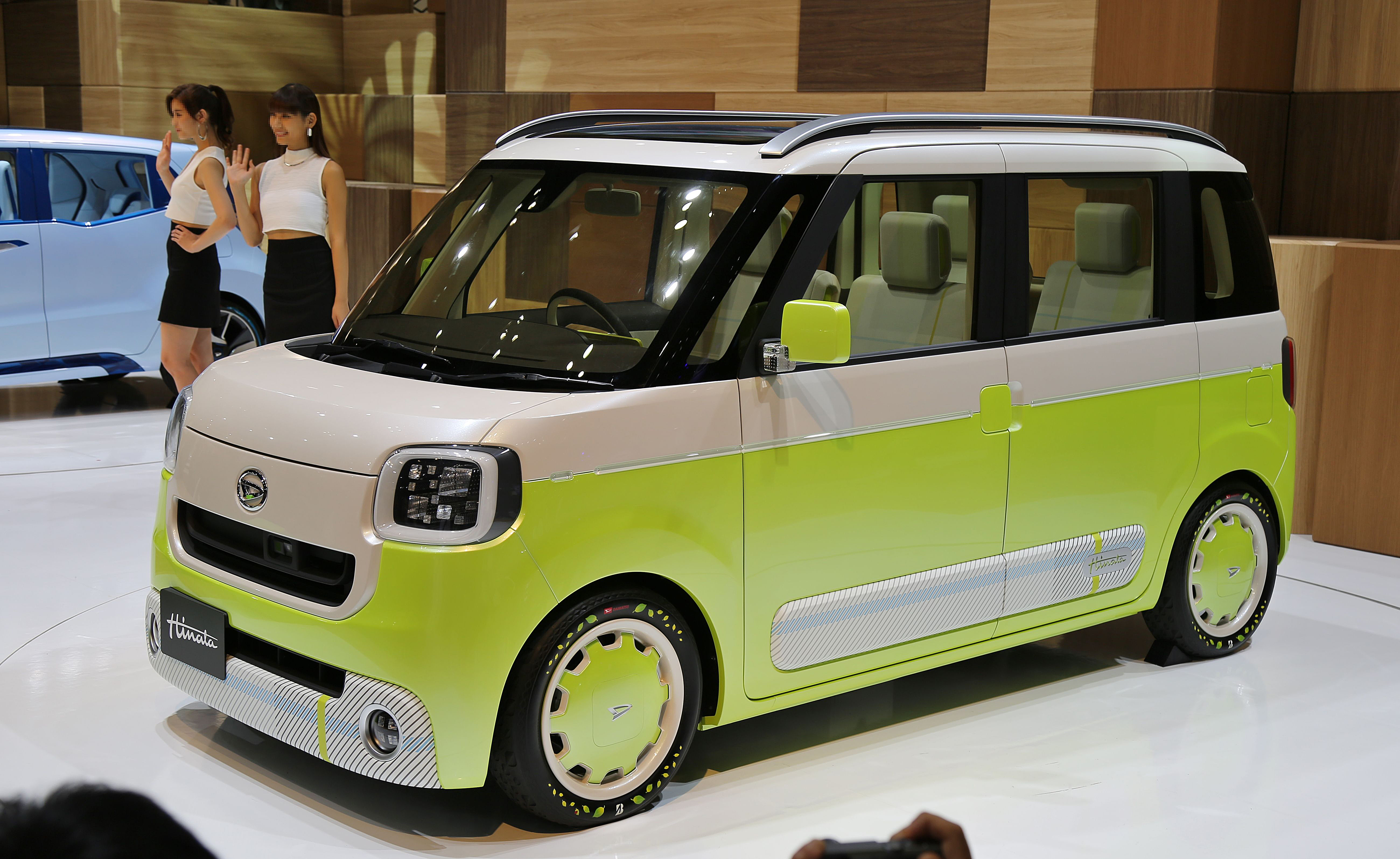
HINATA（ヒナタ）

2015年（平成27年）10月開催の第44回東京モーターショーに参考出品されたコンセプトカー「HINATA（ヒナタ）」が好評であったため、3代目タントをベースに市販化したが、ムーヴの派生車の一つとした。
ムーヴの派生車としては、2004年（平成16年）8月発売のムーヴ ラテ、 2008年（平成20年）8月発売のムーヴ コンテに次いで3種目となった。全高1,700 mmに満たない軽乗用車としては史上初となる両側スライド・ドアーを採用している。
車名のムーヴ キャンバス（MOVE canbus）は、帆布を表わすキャンバス（canvas）という言葉に、「CAN（何でもできる）」「BUS（ミニバスのようなデザイン性）」という意味合いを付け加え、暮らしの可能性を広げられる軽自動車を表現したとしている。
2022年（令和4年）7月にムーヴの派生車で初めて全面改良し、4代目タントをベースとした2代目となった。
累計販売台数は、2022年（令和4年）7月の全面改良の時点で38万台超、2023年（令和5年）12月には50万台に達した。
なお、本車は2022年（令和4年）7月現在、ミラ トコットや2代目タフト同様、SUBARU（スバル。旧・富士重工業）やトヨタ自動車（親会社）にはOEM供給されておらず、歴代ムーヴシリーズにおいて、ムーヴ ラテ以来、トヨタとスバルへのOEMモデルが存在しない。

## 初代 LA800/810S型 （2016年 - 2022年）
キャッチフレーズは「できるミニバス」で、CMキャラクターは高畑充希、CMソングは稲垣潤一「夕焼けは、君のキャンバス」。

### デザイン
外観は面構成による丸みのあるシルエットと水平基調のロングキャビンが特徴で、ボディカラーは、「ファインミントメタリック」、「スムースグレーマイカメタリック」、「ナチュラルベージュマイカメタリック」の3色の新規色を含む9色を設定するほか、「パールホワイトIII」を除く8色は特徴的な見切りラインとしたストライプスカラーも設定されており、ボディカラーにより、「パールホワイトIII」又は「スムースグレーマイカ」が組み合わされる。
内装はベージュ系の内装を採用しているが、メーカーオプションの「ブラックインテリアパック」を設定することでシートカラーをブラックに変更することができる。自発光式大型センターメーターを採用するほか、リアシート下に引き出し式の収納スペースを設けた日本初の「置きラクボックス」を採用。荷物を入れたままリアシート下に格納可能な「ケースモード」と、引き出した状態で中敷を立てることで転倒しやすい荷物を安定化する「バスケットモード」の2Wayとなっている。
一部グレードには「メイクアップ」が設定されており、メッキバンパーモール（フロント・リア）とメッキサイドモールを追加し、ドアアウターハンドルにメッキ加飾を施し、リアコンビネーションランプ（LEDストップランプ）をクリアクリスタル化。内装はメッキ加飾とインテリアアクセントカラー（ボディカラーにより割り当てられるカラーが異なる）が施され、シートにはシートパイピングを施した専用仕様となる。

### 機構・メカニズム
6代目ムーヴに採用した軽量高剛性ボディ「Dモノコック」をはじめ、「Dサスペンション」や「Dアシスト」も採用することで、しっかりとしたハンドリングとロールやふらつきが少ない高い操縦安定性を確保したほか、ステアリングのパッド取付部にゴム材を使用することでダンパー機能を持たせて振動を吸収し、ボディパネルの隙や穴を減らして音の侵入経路を低減することで静粛性を持たせた。
また「クールドi-EGR」、冷間時にCVTフルードを短時間で温めるCVTサーモコントローラー、外板の樹脂化などといった「e:Sテクノロジー」も採用したことで燃費性能にも優れ、2WD（FF）車は「平成32年度燃費基準+20%」、4WD車は「平成32年度燃費基準+10%」をそれぞれ達成している。
安全面では、6代目ムーヴや3代目タントにも採用されているカメラとレーザーレーダー、ソナーセンサーの組み合わせにより前方車両との衝突の危険が高まった時に緊急ブレーキを作動することで危険の回避を支援するほか、歩行者の検知や車線の逸脱時に警報で知らせ、前方や後方へのアクセルとブレーキの踏み間違えによる飛び出しも抑制する衝突回避支援システム「スマートアシストII（以下、スマアシII）」を採用し、一部グレードを除く全車に標準装備したほか、坂道発進時の後退を防ぐヒルホールドシステムや、60 km/h以上の走行時に強くブレーキを踏みこんだ場合にブレーキランプの点灯と同時にハザードランプが自動で高速点滅して後続車に注意喚起するエマージェンシーストップシグナルも採用した。
さらに、Bi-Angle LEDヘッドランプ装備車にはステアリング操作に応じてヘッドランプが可動して進行方向を照らすステアリング連動ヘッドランプ「AFS」を軽自動車で初めて採用したほか、4箇所のカメラで車両の前後左右を映し、上から見下ろしたような映像をナビ画面に表示するほか、表示モードの切り替えにより狭い道でのすれ違い時や見通しの悪い交差点での走行時にもにも対応する「パノラマモニター」をダイハツ車で初めて採用した。

### ラインアップ・装備
グレード体系は、電動格納式カラードドアミラー（4WD車はヒーテッド）、キーレスエントリー、ダイヤル式マニュアルエアコン、14インチフルホイールキャップなどを装備した廉価グレード「L」、置きらくボックス（後席）、運転席シートリフター、チルトステアリング、プッシュボタンスタート、キーフリーシステム（イモビライザー(国土交通省認可品)機能付・リクエストスイッチ付）などを装備し、カラードドアミラーをオート格納式（キーフリー連動）に、エアコンをプッシュ式オートに、14インチフルホイールキャップを「キャンバス」ロゴ付にそれぞれ変更した普及グレード「X」、スーパーUV&IRカットガラス（フロントドア）、Bi-Angle LEDヘッドランプ（AFS・オートレベリング機構・LEDクリアランスランプ付）、LEDフォグランプ（メッキリング付）、スーパークリーンエアフィルターなどを装備し、自発光式大型センターメーターをタコメーター付の3眼に変更した上級グレード「G」の3グレードが基本となっており、「L」と「X」はスマートアシストII（スマアシII）の有無を選択可能（スマアシII付は「L"SA II"」・「X"SA II"」となる）、「G」はスマアシIIが標準装備されるため「G"SA II"」のみの設定となる。また、「X」には、スマアシIIの標準装備に加え、上級グレードの「G"SA II"」にも装備されている両側パワースライドドア（ワンタッチオープン機能・予約ロック機能付）とスライドドアイージークローザー（左右）を追加装備した「X"リミテッド SA II"」も設定されている。

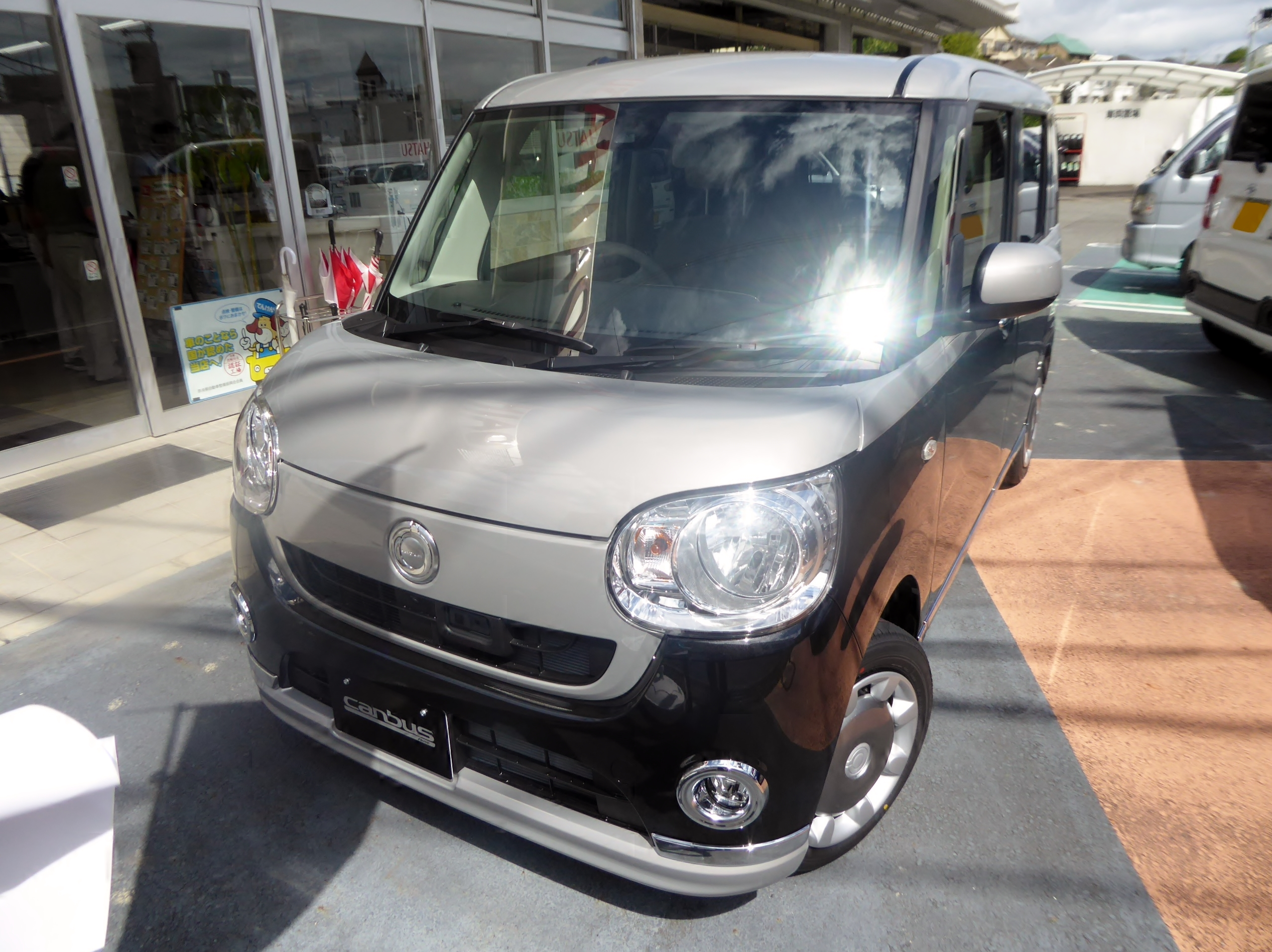
G"メイクアップ SA II"

「X"メイクアップ SA II"」・「X"リミテッドメイクアップ SA II"」、「G"メイクアップ SA II"」は前述した「メイクアップ」専用外観・内装に加え、SRSサイドエアバッグ（運転席・助手席）と車速感応式オートパワードアロック（全ドア）も追加装備される。
2017年9月の一部改良では、スマアシIIがスマアシIIIに変更されたため、スマアシ搭載グレード名は"SA III"に改名された。また、その際に一部グレードおよびメーカーオプションの設定が見直され、「X」は「X"SA III"」に統合する形で廃止された。
2018年9月の一部改良では、グレード体系の見直しにより「X"リミテッド SA III"」と「X"メイクアップ SA III"」が廃止されるとともに、「L"SA III"」への統合により「L」も廃止。これにより「スマアシIII」は全車標準装備となった。「X"リミテッドメイクアップ SA III"」と「G"メイクアップ SA III"」はパノラマモニター対応純正ナビ装着用アップグレードパックが新たに標準装備され、グレード名が「X"メイクアップリミテッド SA III"」と「G"メイクアップリミテッド SA III"」にそれぞれ改称された。また、D assist切替ステアリングスイッチとブラックインテリアパックを装備した新グレード「X"ブラックインテリアリミテッド SA III"」、「G"ブラックインテリアリミテッド SA III"」が追加設定された。「X"SA III"」は従来「X"リミテッド SA III"」に装備されていた両側パワースライドドア（ワンタッチオープン機能・予約ロック機能付）とスライドドアイージークローザー（左右）が新たに装備されたが、14インチフルホイールキャップの意匠が「L」と同一となり、併せてボディカラーは「シルキーブルーパール」が廃止された。

#### 特別仕様車

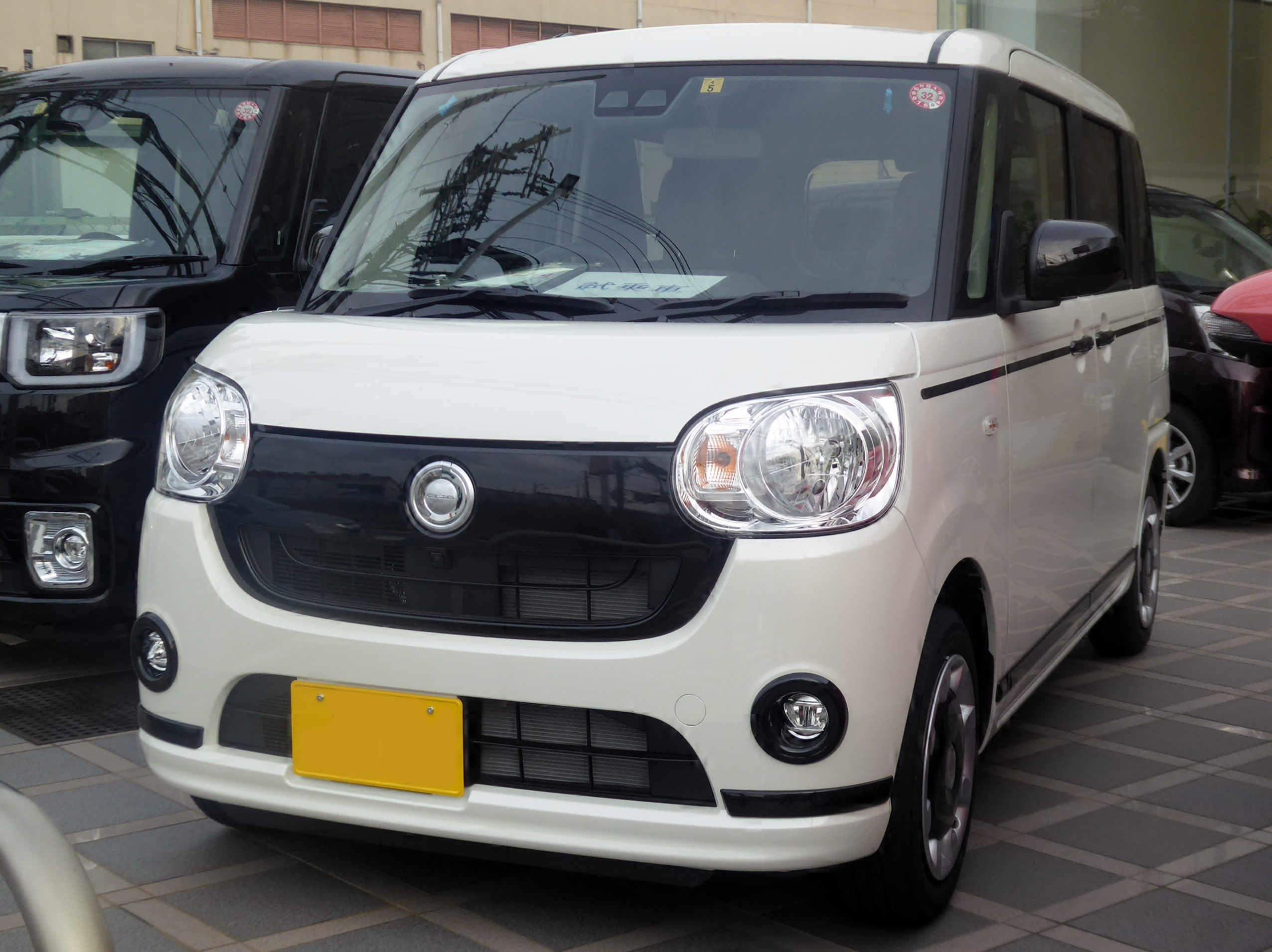
X"ブラックアクセントリミテッド SA III"

ホワイトアクセントリミテッド SA III / ブラックアクセントリミテッド SA III

2019年4月発売の特別仕様車。前者は「X"メイクアップリミテッド SA III"」・「G"メイクアップリミテッド SA III"」、後者は「X"ブラックインテリアリミテッド SA III"」、「G"ブラックインテリアリミテッド SA III"」がそれぞれベースとなっており、バンパーモール（フロント/リア）・サイドモール・ドアアウターハンドル・フロントグリル・カラードドアミラー（オート格納式(キーフリー連動)）・ピンストライプ（販売店装着）を前者はホワイト、後者はブラックに、14インチフルホイールキャップを前者はシルバー✕パールホワイト、後者はシルバー✕ブラックの2トーンカラード仕様とし、共通でLEDフォグランプリングが特別装備された。
G"メイクアップVS SA III" / G"ホワイトアクセントVS SA III"

2020年12月発売の特別仕様車。「G"メイクアップリミテッド SA III"」をベースに、フロントグリルとカラードドアミラーをパールホワイト、14インチフルホイールキャップを「canbus」エンブレム付のシルバー✕パールホワイトにそれぞれ変更し、ワンプッシュ式オートオープンカップホルダー（運転席）とウォームパック（運転席シートヒーター・ウインドシールドディアイサー、2WD車は4WD車に標準装備されているヒーテッドドアミラーとリアヒーターダクトを追加）を特別装備。さらに、「G"メイクアップVS SA III"」はホワイトルーフのストライプスカラーを採用、「G"ホワイトアクセントVS SA III"」はバンパーモール（フロント/リア）、サイドモール、ドアアウターハンドル、ピンストライプもパールホワイトとなり、パールホワイトリング付LEDフォグランプも装備される。
G"ブラックインテリアVS SA III" / G"ブラックアクセントVS SA III"

2020年12月発売の特別仕様車。 「G"ブラックインテリアリミテッド SA III"」をベースに、インパネセンターシフトをシルバー加飾付本革に変え、「G"メイクアップVS SA III"」・「G"ホワイトアクセントVS SA III"」同様にウォームパックを特別装備。さらに、「G"ブラックインテリアVS SA III"」はフロントグリル、カラードドアミラー、ルーフのストライプスカラーをグレーで統一。「G"ブラックアクセントVS SA III"」はフロントグリル、カラードドアミラー、バンパーモール（フロント/リア）、サイドモール、ドアアウターハンドル、ピンストライプをブラックで統一し、ブラックリング付LEDフォグランプを装備し、14インチフルホイールキャップを「canbus」エンブレム付のシルバー✕ブラックに変更した。
初音ミクリミテッドパッケージ

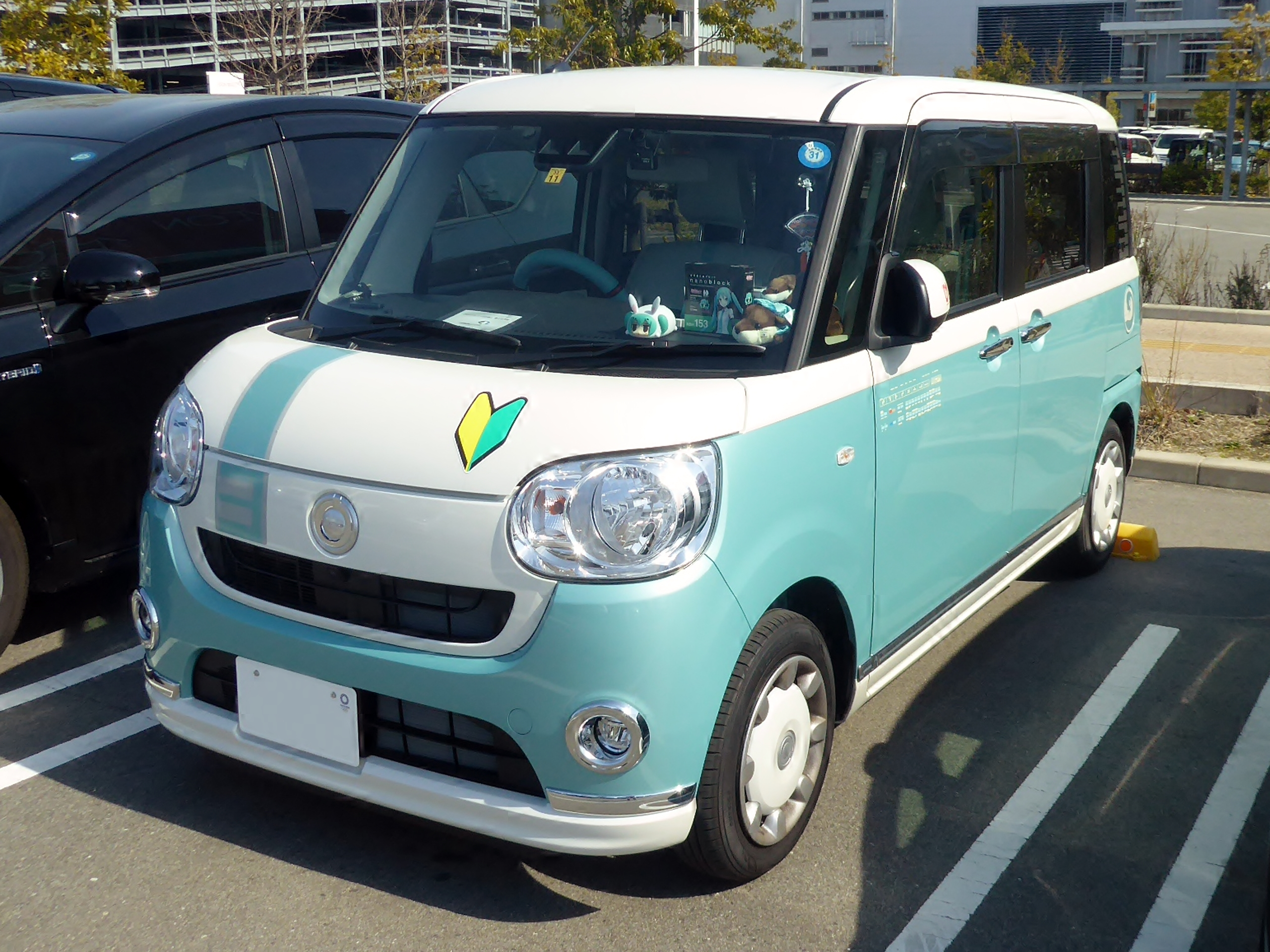
G"メイクアップリミテッド SA III"初音ミクリミテッドパッケージ

2017年9月の「初音ミク マジカルミライ 2017」にて、初音ミクとのコラボが発表された。北海道地区のダイハツ販売店であるダイハツ北海道販売が企画しており、同社による初音ミクコラボ車としては2014年のミラココア、2016年のキャストアクティバに続く第3弾となる。

マジカルミライ2017にてデザインアンケートが行われ、2018年2月にダイハツ工業の子会社であるダイハツビジネスサポートセンター（DBC）より「初音ミクリミテッドパッケージ」が発売された。外装は、初音ミクをモチーフにした各種ストライプやエンブレムが準備され「エクステリアセット」として発売された。内装はいずれも本革風デザインである、ステアリングカバー、シフトレバーカバー、シートカバーが準備され、各種単品販売のほか、3点をセットにした「インテリアセット」も発売された。「エクステリアセット」と「インテリアセット」をセットにした「フルセット」も準備される。また、オプションとしてシートベルトパッドとティッシュケースが設定された。

2019年10月には初音ミクリミテッドパッケージ ビーチクルージンver.が登場した。外装は、いずれも「初音ミクリミテッドパッケージ」と同時装着が可能である、サイドデカールとルーフデカールが発売された。内装は、いずれもデニム風デザインである、ステアリングカバー、シフトレバーカバー、シートカバー、シートベルトパッド、ティッシュケースが発売された。また、オプションとして初音ミクのボイスが収録されたドライブレコーダーも発売された。

### 受賞
- 2016年度グッドデザイン賞[15]
- 2017年次RJCカーオブザイヤー 6ベスト[16]
- 2016-2017 日本自動車殿堂カーデザインオブザイヤー[17]
- 2016-2017 日本カー・オブ・ザ・イヤー スモールモビリティ部門賞[18]

### 年表

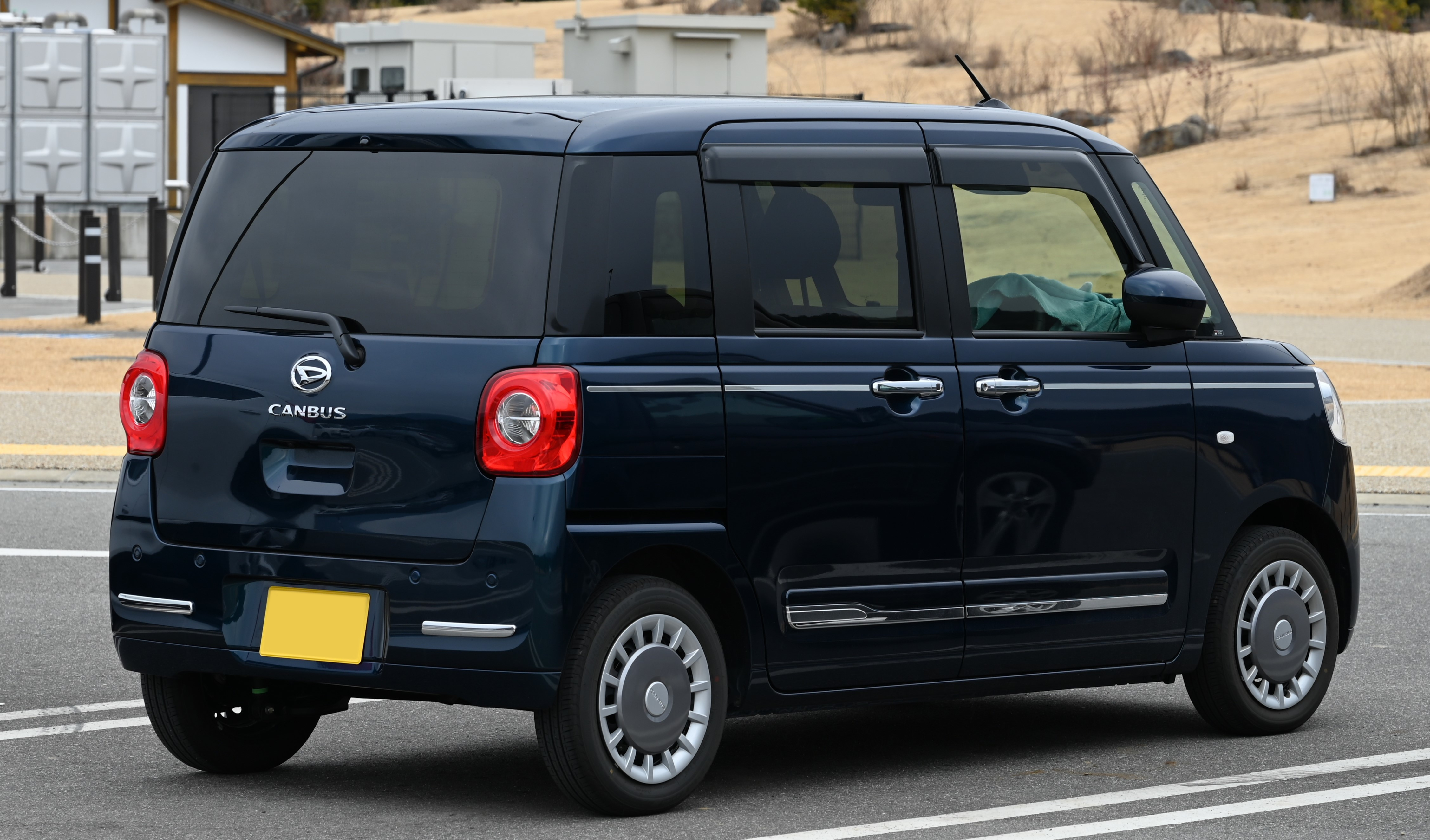
セオリーG リア

2016年9月7日
公式発表・発売。
2016年10月11日
同年10月10日までの約1ヶ月間の累計受注台数が月販目標台数（5,000台）の4倍となる約2万台となったことが発表された。
2016年12月9日
「2016-2017 日本カー・オブ・ザ・イヤー」スモールモビリティ賞を受賞。ダイハツ車がこの賞を受賞するのは初。
2017年9月11日
一部改良。スマートアシストIIIの採用と、一部グレード及びメーカーオプションの設定を見直しが行われた。
2018年9月3日
一部改良。装備・グレードの見直しが行われた。
排出ガスと燃料消費率がWLTCモード走行に対応（燃料消費率についてはJC08モード走行による数値も併記）したことにより、「平成30年排出ガス基準50%低減レベル（☆☆☆☆）」認定を新たに取得。
2019年4月22日
特別仕様車「ホワイトアクセントリミテッド SA III」、「ブラックアクセントリミテッド SA III」を発売。
2020年12月14日
特別仕様車「G"メイクアップVS SA III"」、「G"ホワイトアクセントVS SA III"」、「G"ブラックインテリアVS SA III"」、「G"ブラックアクセントVS SA III"」を発売。
2022年3月31日
ボディカラーの設定が一部変更され、「ブルーミングピンクメタリック」、「パールホワイトIII✕ブルーミングピンクメタリック」の2色が廃止された。
2022年6月
生産終了。
2022年7月5日
2代目モデルへの移行に伴い、販売終了。

## 2代目 LA850/860S型 （2022年 - ）
キャッチフレーズは「ストライプス」が「わたしたち、似てるよね。」、「セオリー」が「大人のキャンバス、はじまる。」で、「ストライプス」のCMキャラクターは伊藤沙莉。グレード体系は「ストライプス」・「セオリー」共通で、「X」・「G」・「Gターボ」の3グレード展開となる。

### デザイン
2代目では「ストライプス」と「セオリー」の2本立て構成とした。「ストライプス」はその名の通り、初代モデルで採用されていたストライプスカラーの外観イメージを踏襲しつつ、ボディラインは全体的に丸みが強調された。内装はインパネやドアトリムをホワイト、フルファブリックシートはサイドにブルーを配したライトグレーの組み合わせとすることでより明るめとした。一方、「セオリー」は女性ユーザーのみならず、一部の男性ユーザーも視野に入れたコンセプトとなっており、外観はアクセントとしてメッキ調のピンストライプやメッキリアバンパーモールが施され、内装はインパネやドアトリムはブラウン、フルファブリックシートはネイビーの組み合わせとし、ステアリングホイールやシフトノブに本革巻を採用した。
ボディカラーは初代モデルからファイアークォーツレッドメタリックとスムースグレーマイカメタリックを引き継ぎ、ファインミントメタリックは「ストライプス」専用色、ブラックマイカメタリックは「セオリー」専用色として設定。パール系（メーカーオプション）はパールホワイトIIIから「セオリー」専用色のシャイニングホワイトパールに差し替えられ、「ストライプス」・「セオリー」共通色としてレーザーブルークリスタルシャイン（メーカーオプション）、サンドベージュメタリック、レイクブルーメタリックの3色を追加。更に「ストライプス」には新規開発色となるアプリコットピンクメタリックとシトラスイエロークリスタルシャイン（メーカーオプション）の2色も追加された。なお、「ストライプス」はシャイニングホワイトパールと組み合わせた2トーンカラー、「セオリー」はモノトーンカラーとなる。
また、メーカーオプションとディーラーオプションを組み合わせたアナザースタイルパッケージが用意されており、「ストライプス」はホワイトやメッキをアクセントにした外装パーツとライトウッド調の内装パーツで構成された「リラックススタイル」を、「セオリー」はメッキ中心の外装パーツとダークブラウンやメッキ調の内装パーツで構成された「エレガントスタイル」、ブラック基調の外観パーツとダークブラウンの内装パーツで構成された「ビタースタイル」の3種類が設定される。なお、フロントエンブレムは全て大文字表記となった「CANBUS」ロゴのアルファベットエンブレムが標準設定となり、初代モデルに採用されていたアイコンエンブレムはアナザースタイルパッケージなどで装備可能なディーラーオプションとなった。
リアスタイルが一新され、ライセンスプレートの位置がバックドア上からリアバンパー上へ移動となり、バックドア中央にスイッチ式バックドアオープナーを配置。フロントエンブレムと同じ書体となる「CANBUS」のロゴエンブレムは右下から「ダイハツのマーク」の真下に移動した。
「置き楽ボックス」はバスケットモードの機能を片手でセッティングできるように改良されたほか、前席のカップホルダーには軽自動車で初となる保温機能を備えた「ホッとカップホルダー」が採用（グレード別設定）され、インパネにはマスクなどの薄型小物を収納するアッパーボックスやボトルガムなどの小物を収納するロアボックスを設けたほか、センタートレイにはQi（チー）対応のワイヤレス充電機能を備え、スマートフォンがQiに対応していればケーブルを接続せずにセンタートレイに置くだけで充電が可能となる。一部グレードには前席のシートバックにフック（シートバックユーティリティフック）が設けられ、両側パワースライドドアにはドアが閉まりきる前にドアが閉まった後の自動ロックの予約が可能なタッチ&ゴーロック機能と降車時にインパネのスイッチで予約をしておくことで乗車時に電子カードキーを近づけるだけで自動で開錠してオープンするウェルカムオープン機能が追加された。

### 機構・メカニズム
DNGAの導入によりエンジンやトランスミッション等のパワートレインのユニットを最新化するとともに、ハイテン材の使用率向上により強度を高めながら車体を軽量化。エンジン制御も改良し、燃料消費率を向上したことで、2WD車は「2030年度燃費基準80%達成」に、4WD車は「同70%達成」に向上。併せて、ステアリングの制御を変えるとともに、サスペンションのチューニングも行った。また、初代モデルには設定されていなかったターボ車が新たに設定された。
「スマアシ」は次世代型となり、衝突警報機能や衝突回避支援ブレーキ機能が夜間歩行者や追従二輪車の検知に対応し、対応速度を向上。誤発進抑制機能がブレーキ制御付に強化。ACC（アダプティブクルーズコントロール）を新たに採用した。ディーラーオプションとして、車線変更時などに接近してくる後方車両を検知してピラーに設置されたインジケーターとブザー音でドライバーに知らせるBSM（ブラインドスポットモニター）や、トヨタ自動車が開発した専用の電子カードキーの開錠でシステムが作動し、障害物の有無に関係なくアクセルの踏み過ぎや踏み間違いを検知して警報ブザーとメーター部のディスプレイ表示でドライバーに注意喚起するとともに、加速抑制（ブレーキなし）も行う急アクセル時加速抑制システム「プラスサポート」も採用された。
メーカーオプションに9インチスマホ連携ディスプレイオーディオが設定され、音声認識機能に車両制御を追加したことで音声でのエアコン操作やメーター情報・警告音説明の確認が可能となり、Apple CarPlayはワイヤレス接続に対応。ディーラーオプションにはダイハツで初となる10インチスタイリッシュメモリーナビと室内録画も可能なドライブレコーダーが設定された。「ダイハツコネクト」は「つないでサポート」に過去7日分のスマアシ作動状況を表示する「スマアシレポート」とドアロック忘れ・ハザードランプ消灯忘れ・ボンネット閉め忘れをスマートフォンに通知する「うっかりアシスト」が追加され、ディスプレイオーディオ/ナビゲーションやスマートフォンに車検・点検の案内やエンジンオイルの交換時期などのメンテナンス通知やリコールを開示してから10 - 18ヶ月後時点で未実施の場合に通知する「つないでケア」を備えた最新型を設定した。

### 年表
2022年7月13日
フルモデルチェンジ。
2022年8月5日
発売後約1ヶ月時点での累計受注台数が月間目標台数（6,500台）の4倍となる約26,000台となったことを発表。これは、初代モデルの発売約1ヶ月後（約2万台）と比べて1.3倍となり、初代モデルを上回るペースの受注実績となった。
2023年4月11日
半導体不足やコロナ禍に伴う部品供給不足に対応するため全グレードにアイドリングストップ（eco IDLE）レス仕様を追加設定。
2023年12月20日
ダイハツ工業の型式指定申請における不正行為問題の調査で、対象がムーヴ キャンバスを含めた27車種に及ぶことが明らかとなり、国内外の全ての現行生産車の出荷を停止した。
2024年4月19日
出荷停止を解除。
2024年4月23日
出荷再開。
2024年5月27日
生産再開。
2025年6月1日
メーカー希望小売価格が改定された。同時にアイドリングストップ（eco IDLE）レス仕様の生産が終了となった。
- セオリーG リア

## 脚註

### 註釈
1. ↑  ダイハツ工業株式会社の調査では、タントなどスライド・ドアー採用車は「子育て用クルマ」という印象イメージが強く、タントとの差別化が必要だったという[1]。
2. ↑  なお、左後だけの場合では、2代目三菱・eKシリーズとそのOEMの2代目日産・オッティのパワースライドドア仕様が前例として存在する[5]。
3. ↑  購入者の89%が女性、35%が若年女性だったという[6][7]。
4. ↑  初代タフトはセパレートフレームの小型クロスカントリー車で、初代トヨタ・ブリザードとの姉妹車。
5. ↑  高畑の他に、CMごとに異なる男性タレントが出演。「パノラマモニター」編にはラブレターズ・溜口佑太朗、「置き楽レイアウト」編には野間口徹、「外観」編には前野朋哉、「安全」編には三四郎・小宮浩信、「車名」編にはロッチ・中岡創一、「ブラックインテリア」篇 には鈴木福、「丸み」篇にはバイきんぐ・西村瑞樹、「新しい2トーン」篇にはひょっこりはん、「スライドドア」篇にはハナコ・岡部大が出演した。
6. ↑  令和への改元に伴い、2019年4月に「2020年度燃費基準」へ表記変更。
7. ↑  純正オプションのフロントアイコンエンブレム装着車。標準車には「CANBUS」のテキストロゴが装着される。
8. ↑  初代モデルの各グレードと異なり、2トーンカラーのみの設定となったためクリスタルシャイン系色以外は無償設定に変更。
9. 1 2  パックオプションの9インチスマホ連携ディスプレイオーディオに設定。
10. ↑  サービスの利用にあたっては、メーカーオプションの9インチスマホ連携ディスプレイオーディオ、またはディーラーオプションのメモリーナビ（10インチスタイリッシュ・ワイドスタンダード）を装着し、スマートフォンに専用アプリをダウンロードする必要がある。
11. ↑  販売店がWeb入庫に対応している場合は、通知時にスマートフォンからWebでの予約が可能となる。